# Daldinia raimundi
Daldinia raimundi är en svampart som beskrevs av M. Stadler, Venturella & Wollw. 2004. Daldinia raimundi ingår i släktet Daldinia och familjen kolkärnsvampar.   Inga underarter finns listade i Catalogue of Life.